# Studer et le Caporal extralucide
Pour les articles homonymes, voir Studer.
Studer et le Caporal extralucide est le troisième roman policier de Friedrich Glauser qui met en scène l'inspecteur Studer, publié en 1938.

## Historique
Glauser écrit une première version en un mois, en décembre 1935, à la clinique psychiatrique de Waldau, le roman s'intitule alors Die Fieberkurve. L'éditeur lui renvoie son manuscrit en lui demandant de le retravailler mais Glauser est alors en train d'écrire ce qui deviendra Le Royaume de Matto. Glauser remaniera son texte après être sorti de Waldau, quand il sera à La Bernerie en Bretagne avec Berthe durant le printemps 1937. Le roman paraît sous forme de feuilleton dans un périodique zurichois à partir du 3 décembre 1937. Il est édité en volume à l'automne 1938 sous le titre Wachtmeister Studers neuer Fall à Zurich chez les éditions Morgarten.

## Résumé
Alors que l'inspecteur Studer est à Paris, son ami le commissaire Madelin lui fait faire la rencontre d'un étrange prêtre. Le père Matthias raconte alors son histoire. Il est en Algérie depuis une vingtaine d'années, il fait son office auprès de la Légion étrangère. Un jour, à Geryville il fait la rencontre d'un caporal qui est aussi voyant ou médium. À travers ce caporal, le frère décédé du prêtre lui annonce qu'il va revenir se venger et tuer ses deux ex-femmes en Suisse. Studer ne prend pas l'histoire bien au sérieux, pourtant quelques jours plus tard une femme meurt à Bâle...